# 友添敏之
友添 敏之（ともぞえ としゆき、1978年5月11日 - ）は、競技麻雀のプロ雀士、実業家。株式会社友添商店代表取締役。雀士としては最高位戦日本プロ麻雀協会関西本部所属。

## 来歴
神奈川県横浜市出身。神奈川県立柏陽高等学校時代にサッカー部の傍ら麻雀に浸り、一浪して立命館大学に進学。
大学卒業時の就職活動にあたって「日本一のサラリーマンになろう」と思い立ち、2002年に優良企業ランキングで日本一だったロームに入社するが、目標としていた「30代で社長就任」が難しいとわかり起業を思い立ち、2005年に京都市下京区に雀荘「麻雀Potti」を開く。元々は雀荘の売上げを元手に東京進出を考えていたものの、店が軌道に乗り始めた頃に客の笑顔やスタッフの気遣いを見て自分の働く意味を考え直し、京都での事業展開に方針転換。「京都をおもろくする」という経営理念のもと、2013年に「株式会社友添商店」を設立して事業を法人化、四条河原町周辺に居酒屋「ここでのめ!」やカフェ「マールカフェ」、デリカテッセン「マールデリ」など、飲食店を中心に事業を多角展開する。
その一方で、2013年に最高位戦日本プロ麻雀協会の関西本部が設立されたのを契機として、飯沼雅由（現・日本プロ麻雀協会）に誘われる形で最高位戦に入会、プロ雀士となる。入会してすぐのリーグ戦で優勝し、第38期新人王戦でも優勝し、その表彰式上で「麻雀には過程しかねえ」と叫んだことで注目され、坂本大志の私設リーグ「Sリーグ」に参加。多井隆晴、園田賢、堀慎吾、松ヶ瀬隆弥といった、後にMリーガーになるメンバーの手役作りなどを見て牌効率重視の打法から幅を広げていく。
2021年に行われたEX風林火山オーディションに参加。予選2位で勝ち抜け、決勝まで残るも敗退。
2022年には麻雀最強戦2022「男子プロ魂の一打」に出場すると、予選で近藤誠一・勝又健志・松ヶ瀬と、決勝でも近藤に加え多井・堀といったMリーガーを相手に渡り合い優勝。ファイナルでも決勝卓まで勝ち上がり、脚光を集める。
2025年現在も、事業の傍ら最高位戦B1リーグでプロ雀士としての活動を続けている。

## 人物
- アフロヘアが特徴[4]。社長としても「アフロ社長」と呼ばれることもある[8]。

## 獲得タイトル
- 第38期新人王

## 書籍
- 『トップ1%の麻雀手筋 (近代麻雀戦術シリーズ)』竹書房、2023年7月3日。ISBN 978-4801936003。